# Hærup Sø
Hærup Sø är en sjö i Danmark.   Den ligger i Viborgs kommun i Region Mittjylland. Hærup Sø ligger 3 meter över havet. Arean är 0,61 kvadratkilometer och sjön sträcker sig 1,6 kilometer i nord-sydlig riktning, och 0,5 kilometer i öst-västlig riktning.
Hærup Sø omges av upp till 40 meter höga kullar och ingår i Natura 2000 området Lovns Bredning, Hjarbæk Fjord og Skals Ådal. Trakten runt Hærup Sø består till största delen av jordbruksmark.